# 김동호 (바둑 기사)
김동호(金東昊, 1991년 4월 2일 ~ )는 대한민국의 바둑 기사이다.

## 약력
양천대일 도장 옥득진 문하에서 바둑을 배웠다. 2002년 12월부터 연구생 생활을 했으며, 2010년 제124회 입단대회를 통해 입단했다. 2010년 제6기 십단전과 2011년 제16회 LG배, 제55기 국수전 본선에 진출했다. 2012년 제1회 바이링배 세계바둑오픈 본선에 올랐다. 2014년 4단을 거쳐 2015년 12월에 5단으로 승단하였다. 2015년 삼성화재배 8강과 렛츠런파크배 본선에 올랐고 2016년 6단으로 승단했다.